# Lonchura fuscans
Il passero del Borneo (Lonchura fuscans Cassin, 1852) è un uccello passeriforme della famiglia degli estrildidi.

## Distribuzione edhabitat
A differenza di quanto il nome comune possa far pensare, il passero del Borneo non è diffuso unicamente nell'omonima isola, ma anche sulle vicine isole Banggai, nelle isole Natuna e nell'arcipelago di Sulu (molto vicino al Borneo, ma facente parte politicamente delle Filippine).
L'habitat d'elezione di questa specie è rappresentato dalle aree di savana con presenza di aree di boscaglia; questa specie si è tuttavia dimostrata molto versatile ed è possibile osservarla abbastanza comunemente anche nelle risaie ed in ambienti maggiormente antropizzati, come i giardini ed i cortili.

## Descrizione

### Dimensioni
Misura fino a circa 11 cm di lunghezza, dei quali circa un terzo spettano alla coda.

### Aspetto
L'aspetto è massiccio e poco appariscente, con becco grosso e tozzo.

Il piumaggio è di colore bruno scuro uniforme su tutto il corpo, con tendenza a scurirsi fino a divenire nerastro su faccia, gola, ali e coda: ai lati del petto e sui fianchi le singole penne sono spesso orlate di nero, in modo tale da dare un caratteristico aspetto a scaglie. Gli occhi sono di colore bruno scuro, le zampe carnicino-grigiastre, il becco è nerastro superiormente e grigio-bluastro inferiormente.

## Biologia

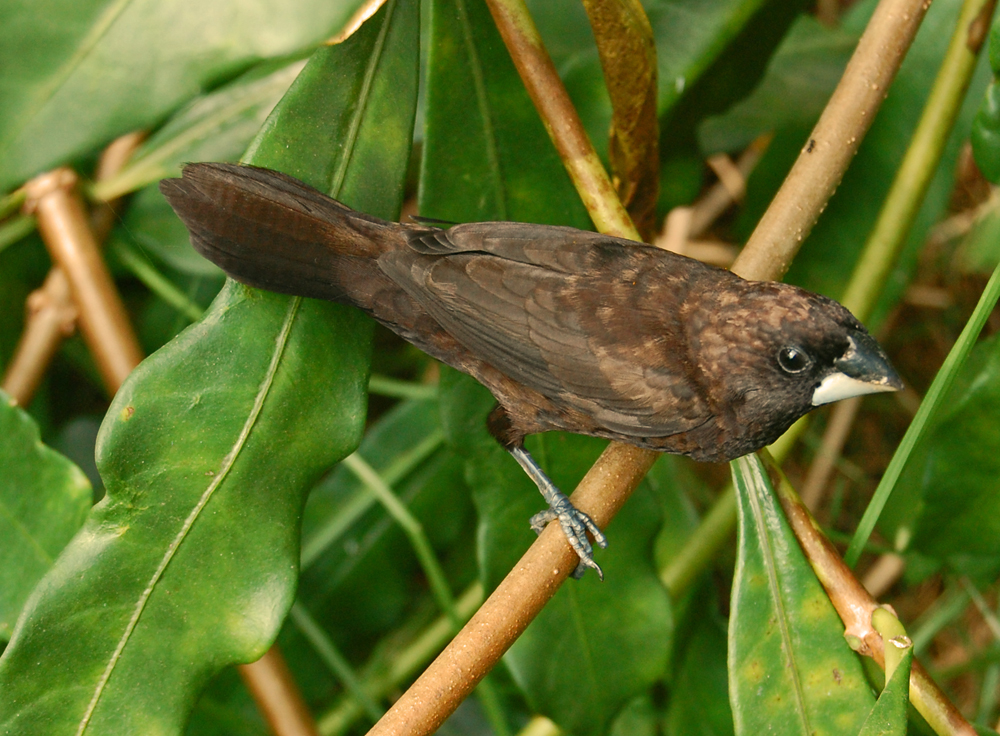
Passero del Borneo nel Kalimantan Centrale.

Si tratta di uccelli diurni e piuttosto schivi, che passano la maggior parte del tempo al suolo alla ricerca di cibo, spesso riunendosi in stormi anche di buone dimensioni: in caso di pericolo, piuttosto che alzarsi in volo (come fanno ad esempio le specie congeneri di cappuccini coi quali condivide l'habitat), il passero del Borneo preferisce nascondersi silenziosamente nel fitto della vegetazione, rimanendo immobile ed in tal modo mimetizzandosi egregiamente grazie alla colorazione poco appariscente.

### Alimentazione
Si tratta di un uccello essenzialmente granivoro, che si nutre praticamente di ogni piccolo seme che il suo forte becco sia in grado di spezzare: può tuttavia integrare la propria dieta con altro materiale di origine vegetale, come ad esempio bacche, frutti e germogli, mentre è assai raro che questi uccelli mostrino interesse per cibi di origine animale (principalmente piccoli insetti volanti.

### Riproduzione
Sebbene il passero del Borneo sia in grado di riprodursi durante tutto l'anno, generalmente è osservabile un picco riproduttivo fra i mesi di ottobre e maggio.
Il nido ha una forma sferica e viene edificato da ambedue i partner, scegliendo come ubicazione luoghi riparati come cavità negli alberi o anche nei muri delle case, sottotetti od il folto della vegetazione arborea, mentre è piuttosto raro vedere nidi costruiti a basse altezze, ad esempio nell'erba alta.

All'interno del nido la femmina depone 3-6 uova biancastre che ambedue i coniugi provvedono a covare (alternandosi durante il giorno e dormendo assieme nel nido durante la notte) per circa due settimane; anche la cura nei nidiacei, che alla nascita sono ciechi ed implumi, è a carico di ambedue i genitori, che per la prima settimana di vita non lasciano quasi mai il nido, se non durante la notte. I piccoli sono pronti per l'involo a circa tre settimane dalla schiusa.